# مهدی قریشی
مهدی قریشی متولد ۱۳۶۹ بازیکن فوتبال اهل ایران است که در پست مدافع بازی می کند.
وی سابقه عضویت در تیم‌هایی همچون ماشین‌سازی تبریز، فولاد یزد، گسترش فولاد، تراکتورسازی، آلومینیوم اراک و شهرداری تبریز را در کارنامه دارد.